# Mauricio de Narváez
Mauricio de Narváez, né le 18 mai 1941 à Medellín, est un pilote automobile colombien sur circuits à bord de voitures de sport type Grand Tourisme et Sport-prototypes, spécialiste de courses d'endurance.

## Biographie
Sa carrière en sport automobile s'étale de 1974 à 1986, presque exclusivement sur Porsche. Il est, avant l'arrivée de Pablo Montoya, le pilote de son pays le plus renommé sur le circuit international.
Il participe 12 fois aux 12 Heures de Sebring, où il s'impose en 1984 avec Hans Heyer et Stefan Johansson sur une Porsche 935J de sa propre écurie, De Narváez Enterprises. Il est aussi deuxième de l'épreuve en 1982 avec Rahal et Trueman, et troisième la même année des 24 Heures de Daytona avec Garretson et Wood, les deux fois pour l'écurie de Bob Garretson. En 1981, il gagne les 250 miles de Daytona associé à Hurley Haywood, aussi en championnat IMSA GT sur 935J personnelle.
Il dispute encore quatre fois les 24 Heures du Mans entre 1981 et 1985, se classant quatrième en 1983 sur une Porsche 956 du Joest Racing team (l'année suivante il abandonne, alors associé à Jean-Louis Schlesser et Stefan Johansson, et en 1985 il fait équipe notamment avec Paul Belmondo).
Il devient Président du Touring Automóvil Club de Colombia en 2013, tout en continuant à exercer des responsabilités au sein de la FIA et de la NACAM.